# Valentinijan II.
Valentinijan II. (jesen 371. u Augusta Treverorum, danas Trier – 15. svibnja 392. u Vienne), puno ime Flavius Valentinianus, od 375. do svoje smrti rimski car na Zapadu, do svoje smrti suvladar svoga polubrata Gracijana.
| Prethodnik:            | Rimski carevi | Nasljednik:                       |
| Gracijan (375. – 383.) | Rimski carevi | Teodozije I. Veliki (379. - 395.) |

### Ostali projekti
|  | Zajednički poslužitelj ima stranicu o temi Valentinijan II. |